# Platja de les Bovetes
La platja de Les Bovetes és una platja de sorra del municipi de Dénia (Marina Alta, País Valencià).
Llimita al nord amb l'Escullera del Molins i al sud amb el Barranc de l'Alter i té una longitud de 1.733 m, amb una amplitud de 80 m. Se situa en un entorn urbà, disposant d'accés per carrer. És accessible per a minusvàlids i compta amb balisament.
Aquesta platja compta amb el distintiu de Bandera Blava